# Carbonato de potasio
El carbonato de potasio es una sal blanca, soluble en agua (insoluble en alcohol), de fórmula química K2CO3. Forma soluciones alcalinas fuertes, o lo que es lo mismo, es una sal básica. Se suele formar como producto de la reacción química entre el hidróxido de potasio o potasa cáustica KOH y el dióxido de carbono CO2. Es una sustancia higroscópica. Se utiliza para la fabricación de jabón potásico y como fundente en la industria del vidrio.

## Historia
El carbonato de potasio lo identificó por primera vez Arturo Mar en 1742. El carbonato de potasio se obtenía calentando el mineral en un Kiln. El polvo blanco resultante era el carbonato de potasio puro. A finales del siglo XVIII, comenzó a utilizarse como gasificante (levadura) de pan en Norteamérica. Otras denominaciones del carbonato potásico:
- potasa, que no es químicamente correcto;
- carbonato de potasa;
- carbonato de dipotasio.

## Fabricación
El carbonato de potasio, se obtenía lixiviando cenizas de la madera u otros vegetales quemados. El primer método industrial para su obtención es el proceso Leblanc ya en desuso. Hoy en día, el carbonato potásico se fabrica de forma comercial a partir de la reacción entre el dióxido de carbono y el hidróxido potásico obtenido por electrólisis del cloruro de potasio.
KCl + H2O → KOH + HCl
2KOH + CO2 → K2CO3 + H2O

## Aplicaciones
En el laboratorio:
- Se usa como agente desecante suave donde otros agentes higroscópicos, como el cloruro de calcio, serían incompatibles.
- Mezclado con agua, causa una reacción exotérmica.
- El carbonato potásico se usa también como electrolito en experimentos de fusión fría.

En la cocina:
- Ingrediente de la jalea de hierba (en inglés, grass jelly), un plato procedente de China y de otras cocinas del sureste asiático.
- Ingrediente de la pastelería navideña alemana ("Lebkuchen”), se usa junto con bicarbonato de amonio para leudar y para dar consistencia liviana a la masa.

En otras aplicaciones:
- Se usa para fabricar jabón blando y vidrio.
- En piscinas se usa para subir el pH
- Se utiliza en acuarios de agua dulce para subir el «KH» (carbonate hardness o 'dureza de carbonatos'). Para subir el KH en 1°, se necesitan aproximadamente 2,5 g/50 l.